# Fourilles
Fourilles – miejscowość i gmina we Francji, w regionie Owernia-Rodan-Alpy, w departamencie Allier.

## Demografia
Według danych na rok 1990 gminę zamieszkiwały 194 osoby, a gęstość zaludnienia wynosiła 28 osób/km². W styczniu 2015 r. Fourilles zamieszkiwało 213 osób, przy gęstości zaludnienia wynoszącej 30,7 osób/km².